# Patrick Igoa
 (octobre 2019).
Pour les articles homonymes, voir Igoa (homonymie).
Patrick Igoa, né le 8 mars 1959 à Bayonne, est un pilote de course de motos.

## Biographie
Pilote de course de motos, il obtient de nombreux succès en catégorie endurance. Il participe ensuite à deux saisons en moto GP. À la fin de sa carrière il reste au contact du monde de la moto en créant une entreprise de vente et réparation à Bayonne. 

## Carrière sportive
Il se spécialise d'abord dans les courses d'endurance. Il débute sur Kawasaki avec une première victoire au Bol d'Or en 1982. En 1983 il est vainqueur à Zeltweg et devient vice-champion du monde.
Il passe sur Honda en 1984 et remporte trois titres consécutifs (1984, 1985, 1986).
Il fait une première apparition en championnat de vitesse en 1983 au GP de France 250 cm³ sur Yamaha (abandon). En 1985 il participe de nouveau à la compétition et dispute les GP de Belgique et de France. Il termine 10e au GP de Belgique, marquant ainsi son premier point en championnat du monde.
En 1987 il participe au championnat du monde de vitesse 250 cm³ dans l'écurie Sonauto Gauloises sur une Yamaha YZR250. Il réalise la pole au GP de Grande-Bretagne et son meilleur classement en course est une 4e place au GP du Portugal. Il termine 12e au classement mondial avec 42 points.
En 1988 il participe au championnat du monde de vitesse 500 cm³, toujours dans l'écurie Sonauto Gauloises sur une Yamaha YZR500. Il obtient comme meilleur classement en course une 9e place aux GP des Pays-Bas et de Tchécoslovaquie. Il termine la saison à la 14e place avec 44 points.
Entre 1989 et 1991 il participe de nouveau aux courses d'endurance puis met un terme à sa carrière sportive. Il devient par la suite concessionnaire moto.

## Palmarès

### Endurance
- Champion du monde d'endurance 1984[2], 1985[3], 1986[4]
  - Vice-champion du monde d'endurance 1983[5]
- Victoire aux 1000km de Zeltweg 1983, 1984, 1986
- Victoire au Bol d'Or 1982,1985
- Victoire aux 8 Heures du Nürburgring 1984, 1985
- Victoire aux 24 Heures de Liège 1984,1986
- Victoire aux 1000km du Mugello 1984
- Victoire aux 6 Heures de Monza 1985
- Victoire aux 24 Heures du Mans 1986
- Victoire aux 1000km de Hockenheim 1986
- Victoire aux 8 Heures de Jerez 1986

### Moto GP
- Saison 1987 (250 cm³)

| Pos | Moto   | JPN | ESP | GER | ITA | AUT | YOU | NED | FRA | GBR      | SUE | CZE | SMA | POR | BRE | ARG | Pts |
| --- | ------ | --- | --- | --- | --- | --- | --- | --- | --- | -------- | --- | --- | --- | --- | --- | --- | --- |
| 12  | Yamaha | 4   | 6   | 2   | 3   | Ab. | DNS | 2   | Ab. | Pole / 5 | 4   | 4   | 1   | 8   | -   | 3   | 42  |

- Saison 1988 (500 cm³)

| Pos | Moto   | JPN | USA | ESP | EUR | ITA | GER | AUT | NED | BEL | YOU | FRA | GBR | SUE | CZE | BRE | Pts |
| --- | ------ | --- | --- | --- | --- | --- | --- | --- | --- | --- | --- | --- | --- | --- | --- | --- | --- |
| 14  | Yamaha | 3   | DNS | Ab. | Ab. | 1   | 4   | 6   | 7   | 6   | 4   | -   | -   | DNS | 7   | 6   | 44  |